# Stadion van Domitianus
Het Stadion van Domitianus was een stadion voor atletiekwedstrijden in het oude Rome. Het grondplan ervan is nog duidelijk herkenbaar in de uitgestrekte Piazza Navona, wellicht het meest levendige plein van Rome.

## Het stadion van Domitianus in de Oudheid
Na de grote brand op het Marsveld in Rome in het jaar 80 liet keizer Domitianus (81 - 96) beschadigde gebouwen restaureren en een aantal nieuwe bouwwerken neerzetten. Het meest markante nieuwe gebouw was een groot stadion, gebouwd vóór 86 n.C. Het werd in 228 gerestaureerd door keizer Alexander Severus, en bleef in gebruik tot het begin van de 5de eeuw.
Het stadion werd voornamelijk gebruikt voor atletiekwedstrijden in Griekse stijl zoals hardlopen, worstelen, speerwerpen en discuswerpen. Deze wedstrijden kaderden in de vierjaarlijkse Capitolijnse Spelen ter ere van Juppiter (Ludi Capitolini of Agones Capitolini) die Domitianus heeft ingesteld in 86 n.C. naar het voorbeeld van de Griekse Olympische Spelen. Van de Ludi Capitolini maakten ook poëzie- en muziekwedstrijden deel uit; die vonden plaats in het eveneens door Domitanus gebouwde Odeon dat in het zuidoosten aansloot bij zijn stadion.
De piste van het stadion was ongeveer 240 meter lang en 65 meter breed. In tegenstelling tot een circus voor paardenrennen was in dit stadion geen spina (middenberm) aangelegd en stond er in de Oudheid geen obelisk opgesteld. Paardenrennen gingen er niet door en gladiatorengevechten werden er slechts uitzonderlijk gehouden. De historicus Cassius Dio meldt dat tijdens het bewind van keizer Macrinus in 217 een grote brand woedde in het Colosseum. Dat amfitheater was ernstig beschadigd en de gladiatorengevechten weken gedurende enkele jaren uit naar het Stadion van Domitianus.
Het gebouw lag langs de beide lange zijden en de smalle halfronde noordzijde van de piste. Aan de buitenzijde was het gebouw 275 meter lang en 106 meter breed. Naar schatting konden er ongeveer 30.000 toeschouwers plaatsnemen. De cavea telde twee verdiepingen waarvan de bovenste kon worden bereikt via trappen onder de cavea. De constructie was van baksteen, terwijl de arcaden aan de buitenzijde in travertijn waren opgetrokken. De bogen van de arcaden op de gelijkvloerse verdieping waren afgescheiden met Ionische halfzuilen, en op de bovenverdieping met Korinthische. Het stadion was versierd met marmeren beeldhouwwerken waarvan echter weinig is overgebleven. Vele van die werken werden in 356 door keizer Constantijn II overgebracht naar de nieuwe hoofdstad Constantinopel. Het bekendste beeld dat in Rome bewaard bleef is de zogenaamde Pasquino, oorspronkelijk een beeldengroep van de Griekse held Menelaos die het lichaam van zijn gesneuvelde makker Patroklos ondersteunt.
Zoals meestal bij dergelijke gebouwen voor massaspektakels waren er onder de arcaden winkeltjes gevestigd en werd er prostitutie bedreven. Volgens de legende werd de heilige Agnes in een van deze bordelen gedood. Op de plaats in het stadion waar dit bordeel zou zijn geweest, werd reeds in de 8ste eeuw een kerk aan haar gewijd. Die werd in 1652 vervangen door de huidige kerk Sant'Agnese in Agone.

## Naam

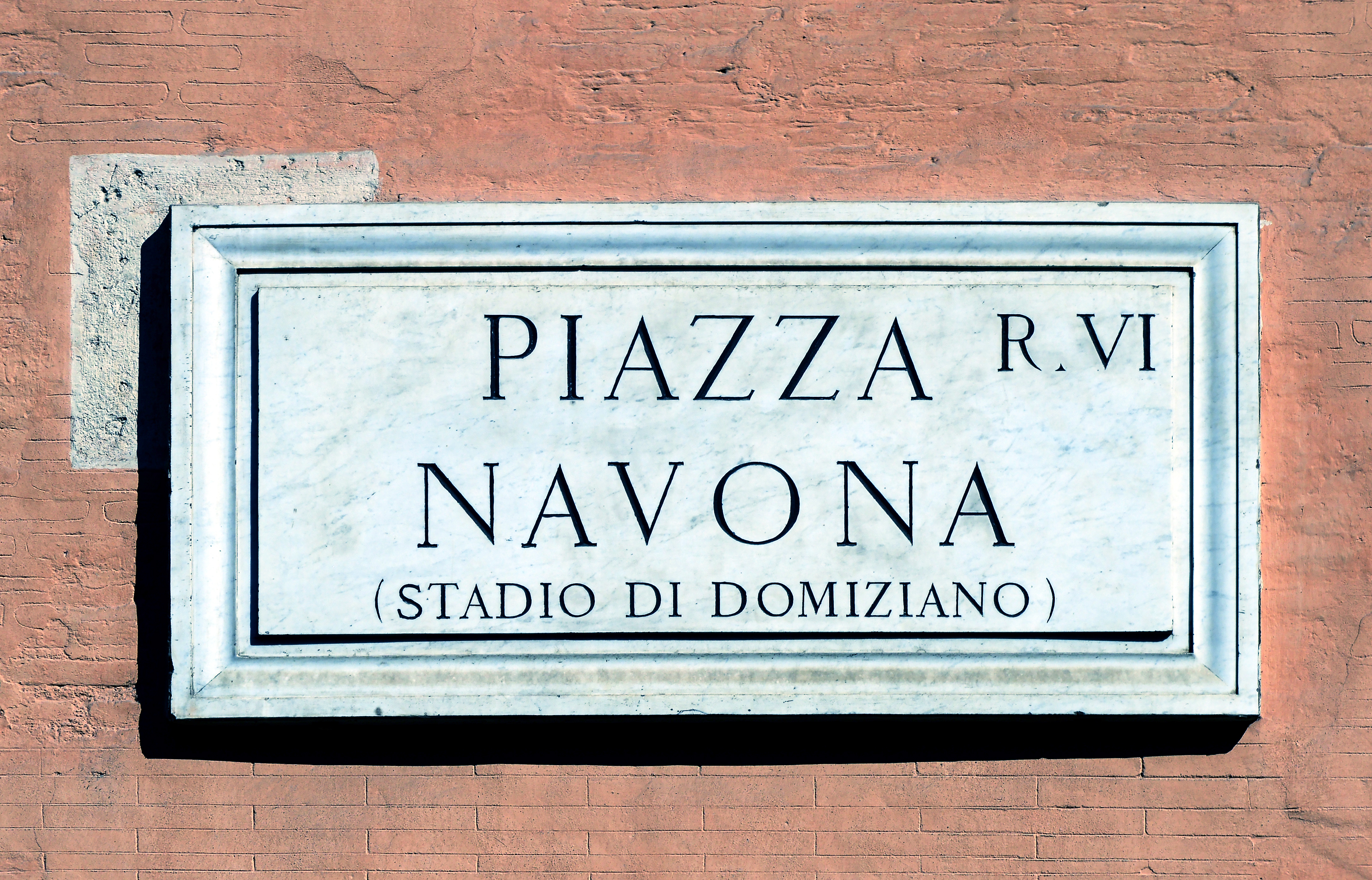
straatnaambord

In de oudheid stond dit stadion bekend onder de Latijnse naam Stadium Domitiani of ook als Circus agonalis of Campus Agonis: circus betekent 'renbaan', en het Latijnse adjectief agonalis is afgeleid van het Griekse woord ἀγών [agoon] dat 'wedstrijd' betekent. Deze naam is duidelijk bewaard in die van de kerk Sant'Agnese in Agone.
De huidige naam Piazza Navona is een verbastering van de Grieks-Latijnse benaming agonalis.

## Piazza Navona

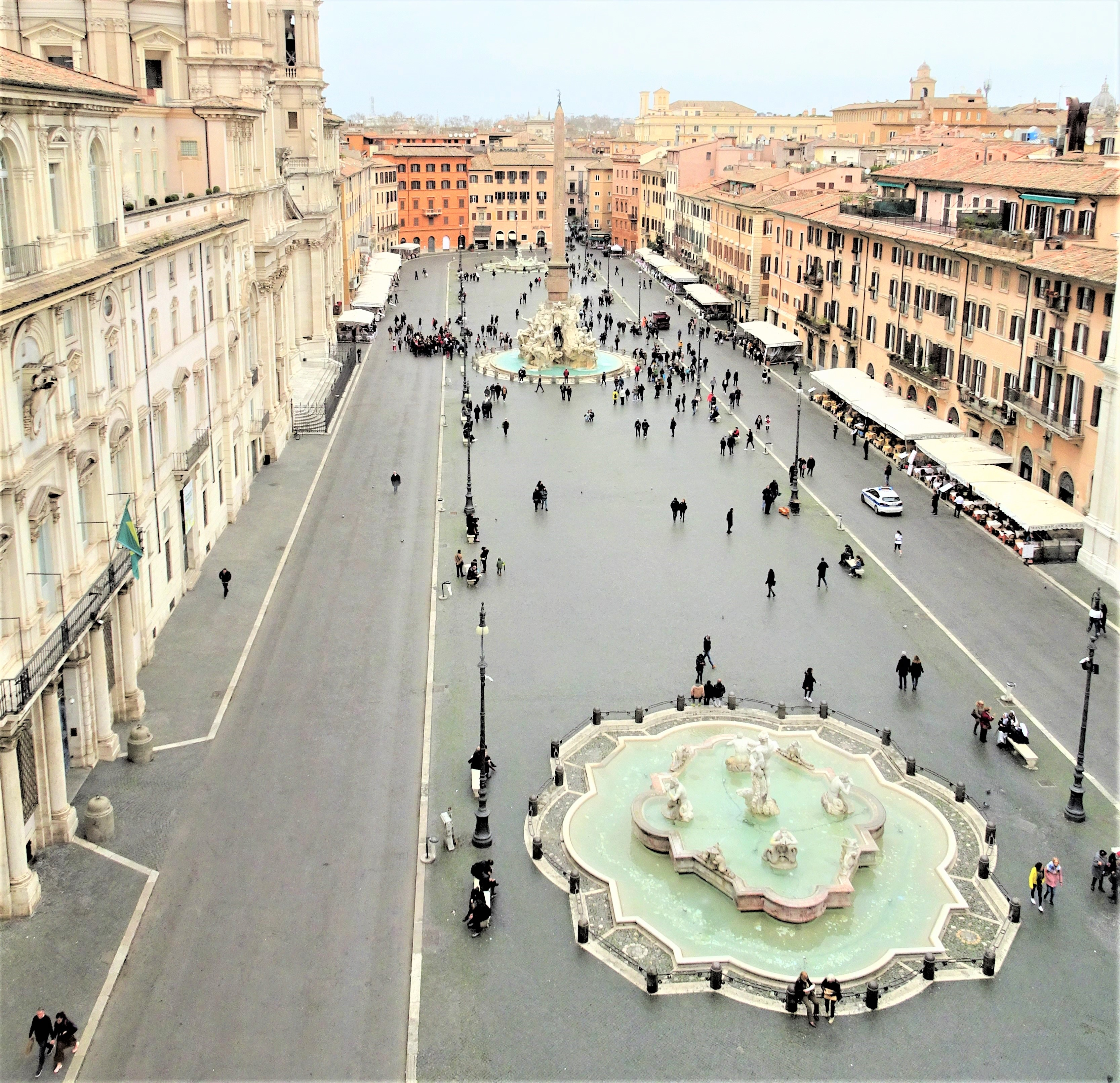
Piazza Navona gezien vanuit Palazzo Braschi

Na de val van het West-Romeinse Rijk en vooral vanaf het begin van de zesde eeuw raakte Rome grotendeels ontvolkt. De enige nog bewoonde zones waren Trastevere en het Marsveld, waar water uit de Tiber gemakkelijk te bereiken was. Zoals het geval was met vele gebouwen uit de oudheid werd het Stadion van Domitianus afgebroken om het bouwmateriaal te recycleren in andere constructies of om plaats te maken voor nieuwe bouwwerken. Vanaf het midden van de 6de eeuw werden zelfs begravingen uitgevoerd op het plein.
Zoals ook elders op het Marsveld is het straatniveau sinds de oudheid met enkele meters gestegen. Vanaf de 8ste eeuw verschenen er op de ruïnes van het Stadion van Domitianus ook nieuwe gebouwen: gebedshuizen, woonhuizen, familietorens. Daardoor raakten de resten van het stadion aan het gezicht onttrokken: die bevinden zich in de kelderverdiepingen van de huidige bebouwing. Een klein fragment is te zien onder de portiek in de Corsia agonale, de korte straat aan de oostzijde die het plein verbindt met de Corso del Rinascimento. Aan de noordzijde van Piazza Navona zijn onder het pand met de huisnummers 45 tot 49 grotere resten blootgelegd van de halfronde zijde van het stadion, namelijk een aantal arcaden en ook een trap die naar de bovenverdieping van de cavea leidde. Deze onderdelen kwamen in 1936 aan het licht toen het eerder bestaande gebouw op deze plaats werd afgebroken. Ze zijn duidelijk te zien aan de achterzijde van het gebouw, namelijk aan de Piazza di Tor Sanguigna, en kunnen ook worden bezocht.
De atletiekbaan zelf werd nooit bebouwd; zo evolueerde ze tot de huidige Piazza Navona die de vorm en de afmetingen van het antieke Stadion van Domitianus perfect bewaart. De omtreklijnen zijn nog duidelijk herkenbaar in de rooilijnen van de gebouwen rond het plein: zowel aan de zijde van het plein als aan hun achterzijde ervan, langs de Via di Santa Maria dell'Anima, Piazza di Tor Sanguigna en Corso del Rinascimento.

## Bouwwerken op en rond het plein

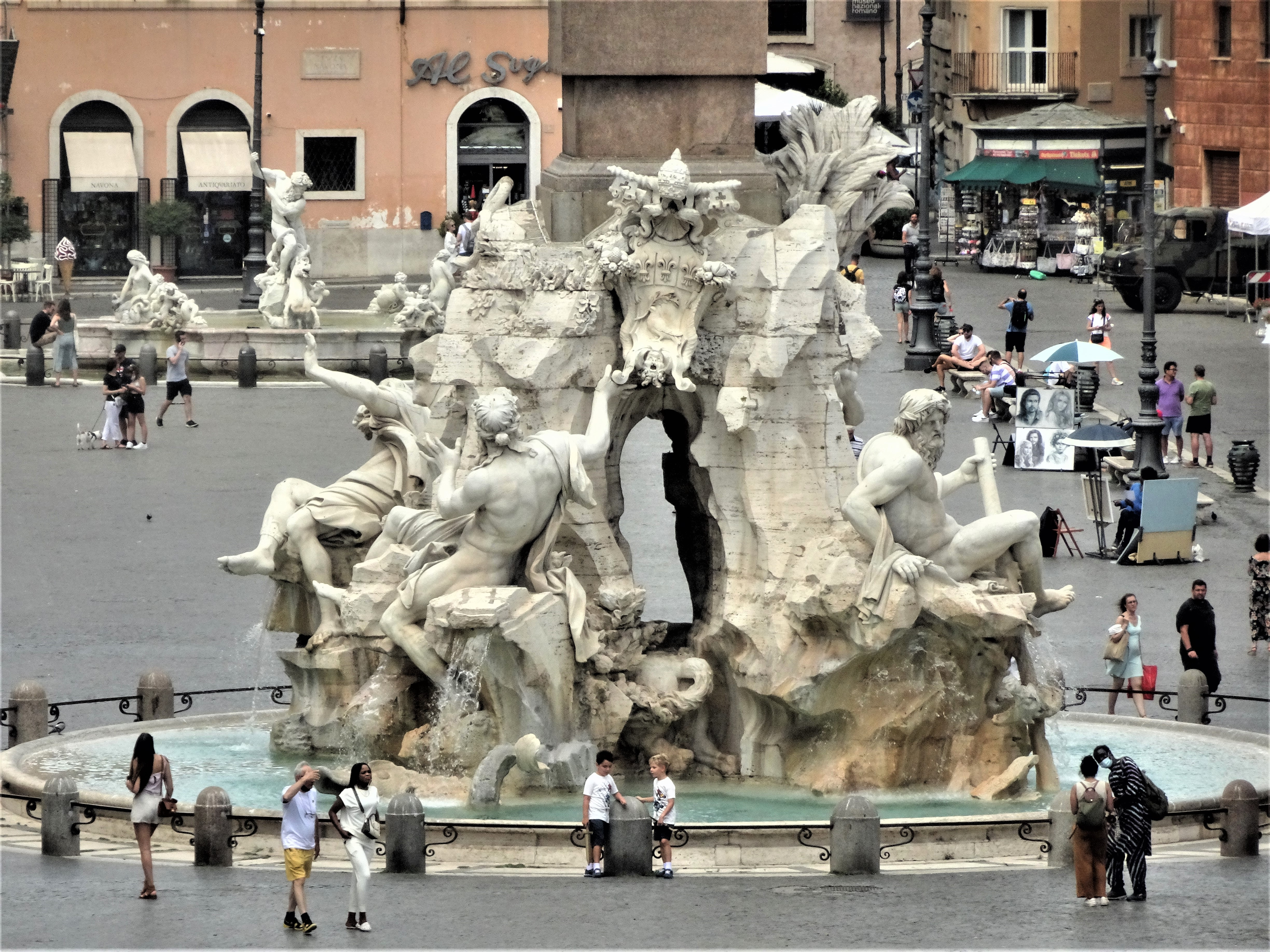
De Vierstromenfontein gezien vanuit Palazzo Braschi

De gebouwen rondom het plein dateren alle uit de periode tussen het einde van de 15de eeuw en het begin van de 18de eeuw. Het monumentale uitzicht ervan is vooral te danken aan de barokkunstenaars Bernini en Borromini en aan paus Innocentius X: hij gaf de opdracht voor het verbouwen van het Palazzo Pamphilj, van de ernaast gelegen Sant'Agnese in Agone en van de centrale fontein die dan de Fontana dei Quattro Fiumi is geworden.
De belangrijkste gebouwen rondom het plein zijn:
- meest zuidelijk op de westzijde: Palazzo Pamhilj, thans in gebruik als de ambassade van Brazilië;
- in het midden van de westzijde: de kerk Sant'Agnese in Agone, waarvan de gevel werd ontworpen door Francesco Borromini;
- zuidelijk op de oostzijde: de kerk San Giacomo degli Spagnoli, ook genoemd Nostra Signora del Sacro Cuore;
- aan de korte zuidzijde: Palazzo Braschi, waarin thans het Museo di Roma is ondergebracht.

In het midden van het plein staan drie monumentale fonteinen, alle gevoed door de Aqua Virgo:
- aan de ronde noordzijde: de Fontana del Nettuno (Neptunusfontein) uit 1574, ontworpen door Giacomo della Porta;
- centraal: de Fontana dei Quattro Fiumi  (Vierstromenfontein) uit 1648-1651, ontworpen door Gian Lorenzo Bernini. De obelisk werd in opdracht van keizer Domitianus vervaardigd voor de Tempel van Isis en Serapis maar werd in 311 overgebracht naar het Circus van Maxentius. In 1651 keerde de obelisk terug naar het centrum van Rome om de Fontein der Stromen te bekronen;
- aan de zuidzijde: de Fontana del Moro (Fontein van de Moor) uit 1576, eveneens ontworpen door Giacomo della Porta.

## Markten en feesten op Piazza Navona

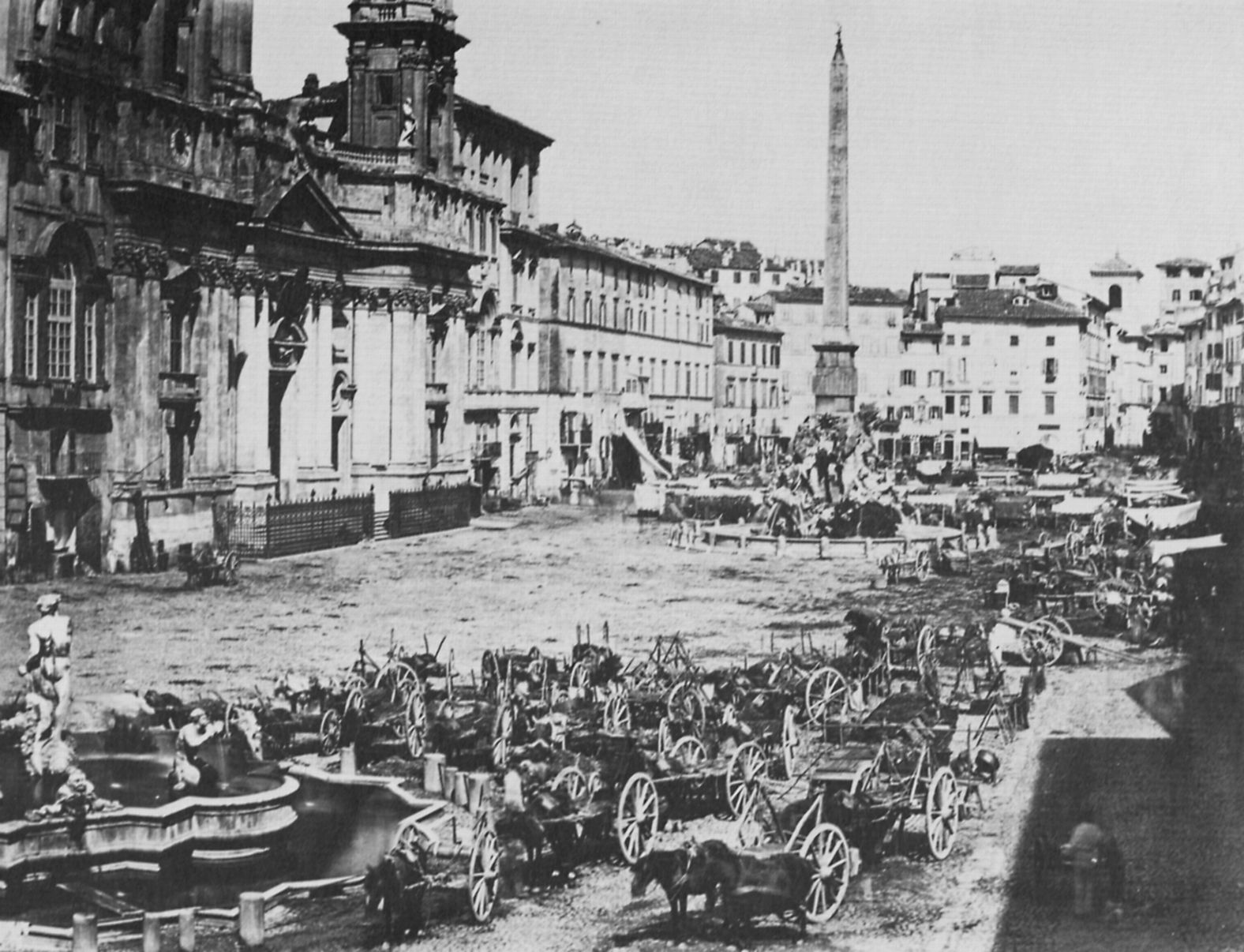
Markt op Piazza Navona omstreeks 1865 (Zeno Fotografie)

Vanaf 1477 tot 1869 werd op dit plein dagelijks markt gehouden. In 1869 werd deze verplaatst naar de Campo de'Fiori.
In de renaissance gingen op het plein allerlei volksfeesten door zoals carnavalfestijnen, ruiterijtoernooien en stoeten. Een typische vermakelijkheid was la cuccagna, waarbij de deelnemers een hoge paal moesten beklimmen en aan de top daarvan voedsel (bv. salami) konden bemachtigen. De naam van dit spel is nog bewaard in die van een zijstraat in het zuiden van het plein.
Van 1652 tot 1866 werd het plein elke zaterdag en zondag van augustus blank gezet door de rioleringen af te sluiten terwijl de fonteinen water bleven spuiten. Edelen en kerkvorsten lieten zich dan ter verfrissing in koetsen rondrijden door de ondiepe waterplas, terwijl het gewone volk er kwam naar kijken en mee genoot van het verfrissende water.
Sinds het begin van de 20ste eeuw gaat op dit plein de jaarlijkse kerstmarkt door, die de aanloop vormt naar het typisch Italiaanse kinderfeest La Befana op 6 januari.
Tegenwoordig heerst er alle dagen een levendige drukte op dit uitgestrekte plein, dat dankzij zijn charme en monumentaliteit en de afwezigheid van autoverkeer een aantrekkingspool vormt massa's Romeinen en toeristen en voor schilders, straatartiesten en verkopers allerhande.

## Kaart
| Plan van het centrale Marsveld |
| --- |
| Thermen van Nero Stadion van Domitianus Pantheon Basilica van Neptunus Thermen van Agrippa Stagnum? Odeum van Domitianus Insulae uit de Hadriaanse tijd Magazijnen ? Magazijnen ? Magazijnen ? Saepta Iulia Diribitorium Porticus Divorum Aqua Virgo Boog van Claudius Porticus Vipsania Kazerne van de Ie cohorte van de Vigiles Iseum Tempel van Minerva Chalcidica Altaar van Mars Via Flaminia Via Flaminia Tempel van Hadrianus Tempel van Matidia Theater van Pompeius Tempels van de Largo Argentina Porticus van Minucius Zuil van Marcus Aurelius T. van M. Aurelius en Faustina (?) Boog van M. Aurelius (?) Zuil van Antoninus Pius Ustrinum van Faustina de Oudere Ustrinum van Faustina de Jongere Via Recta Porticus en tempel van Bonus Eventus Porticus van Pompeius Arcus Novus Porticus van Meleager Porticus van de Argonauten Piazza della Rotonda Villa Publica |

## Beeldengalerij

### Het Stadion van Domitianus

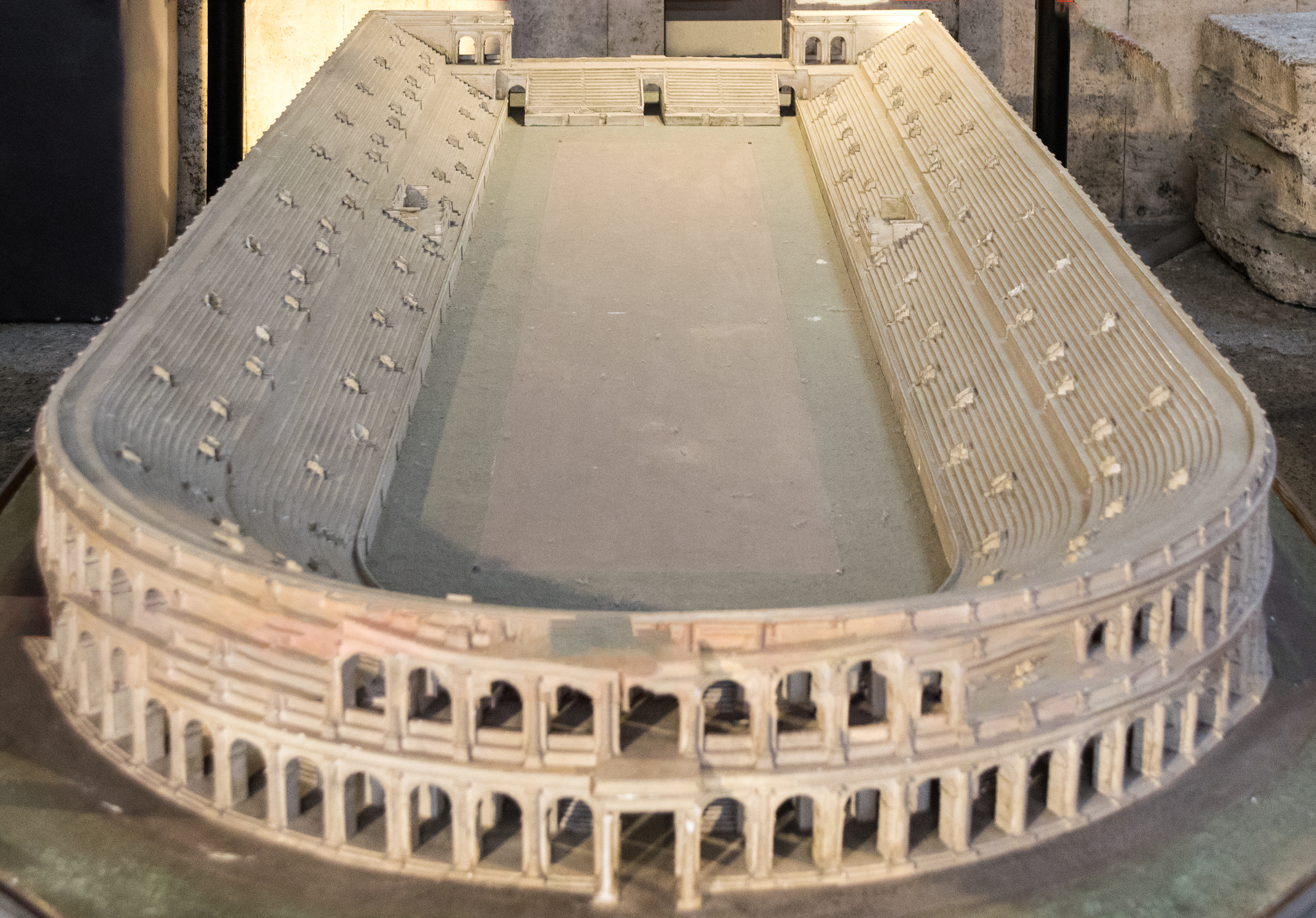
Maquette van het stadion, gezien vanuit het noorden.
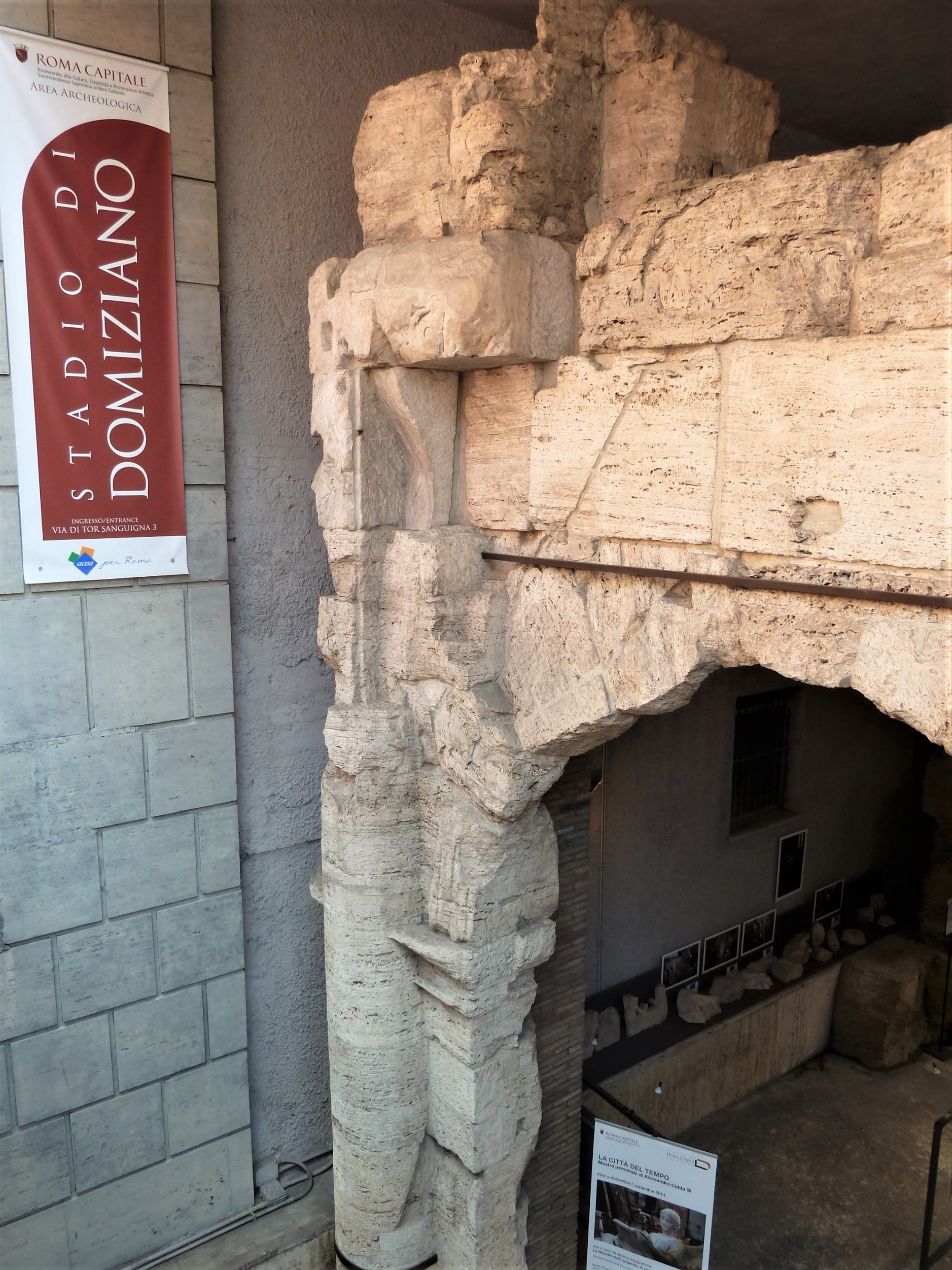
Arcade aan de Piazza di Tor Sanguigna.
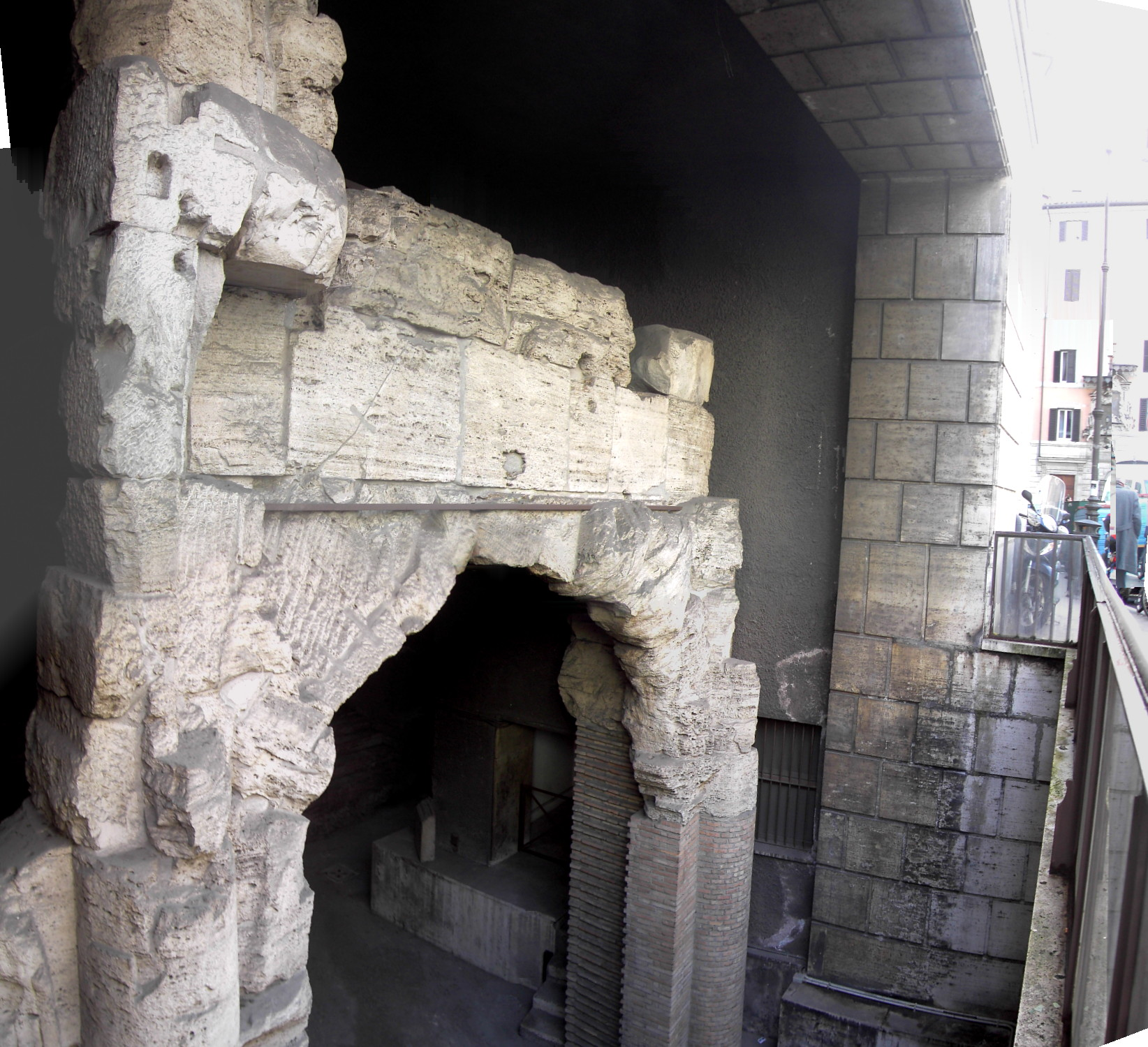
Arcade zichtbaar aan de Piazza di Tor Sanguigna.
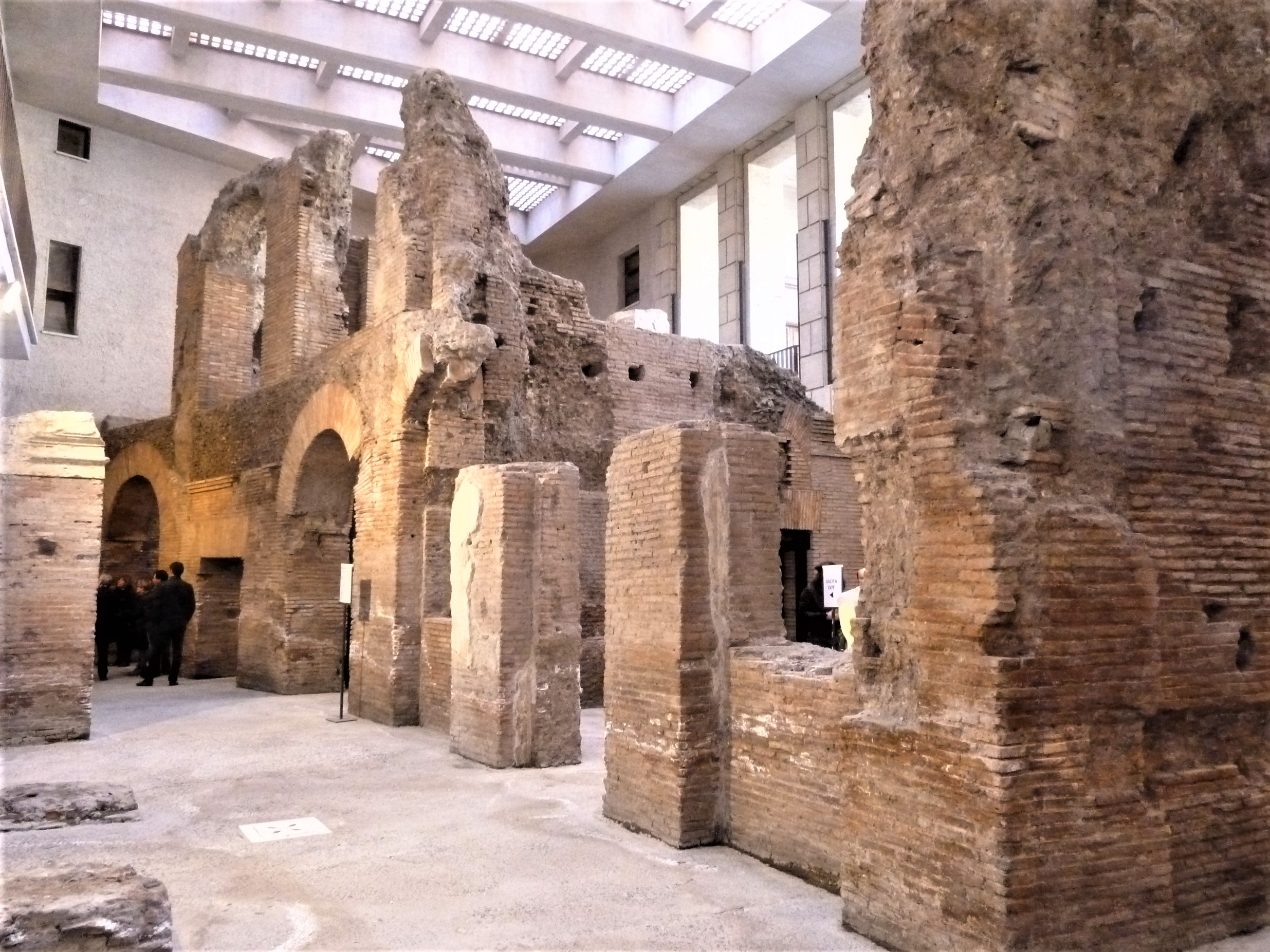
Opgravingen van het stadion.
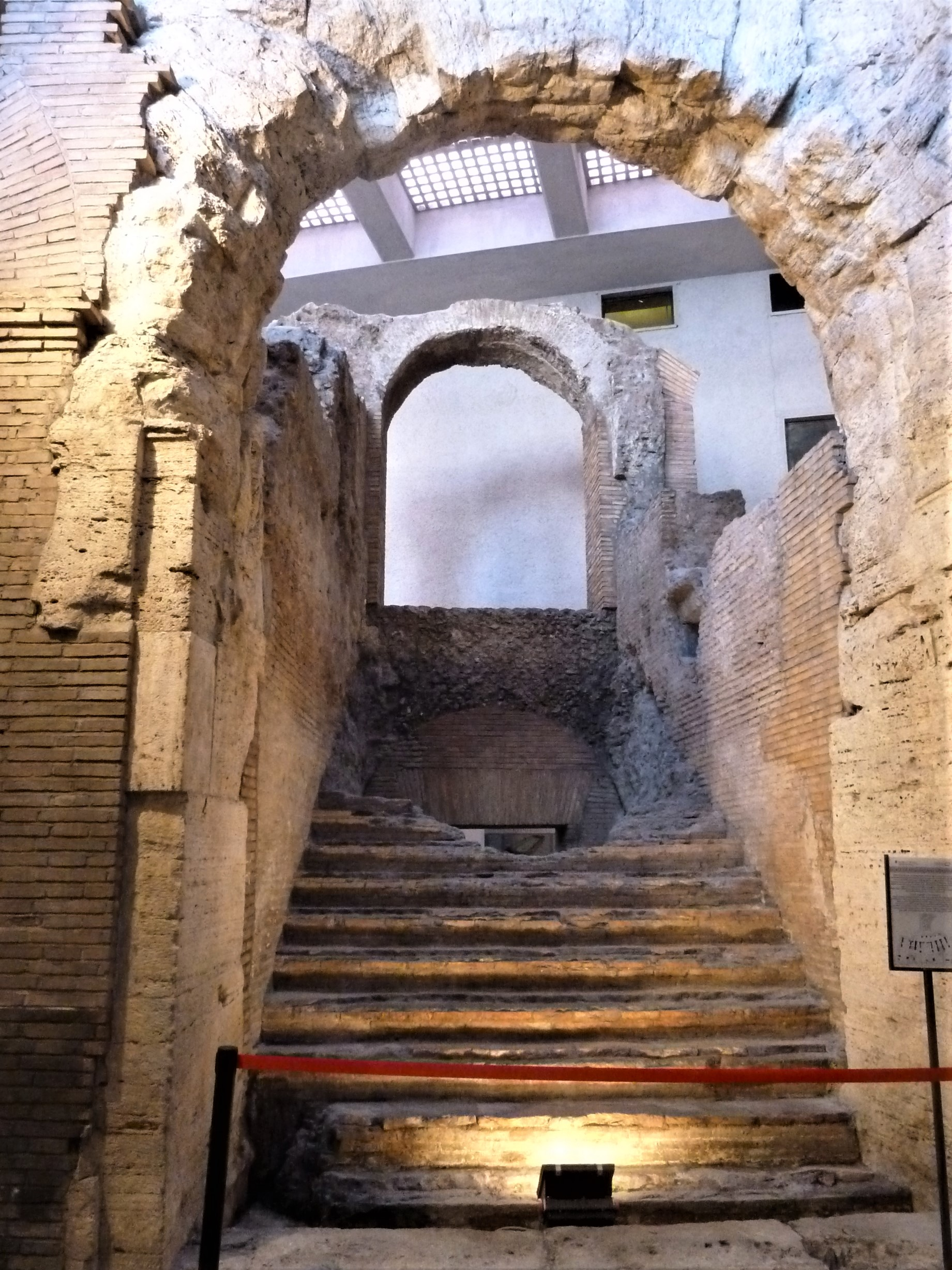
Trap naar de tweede verdieping.
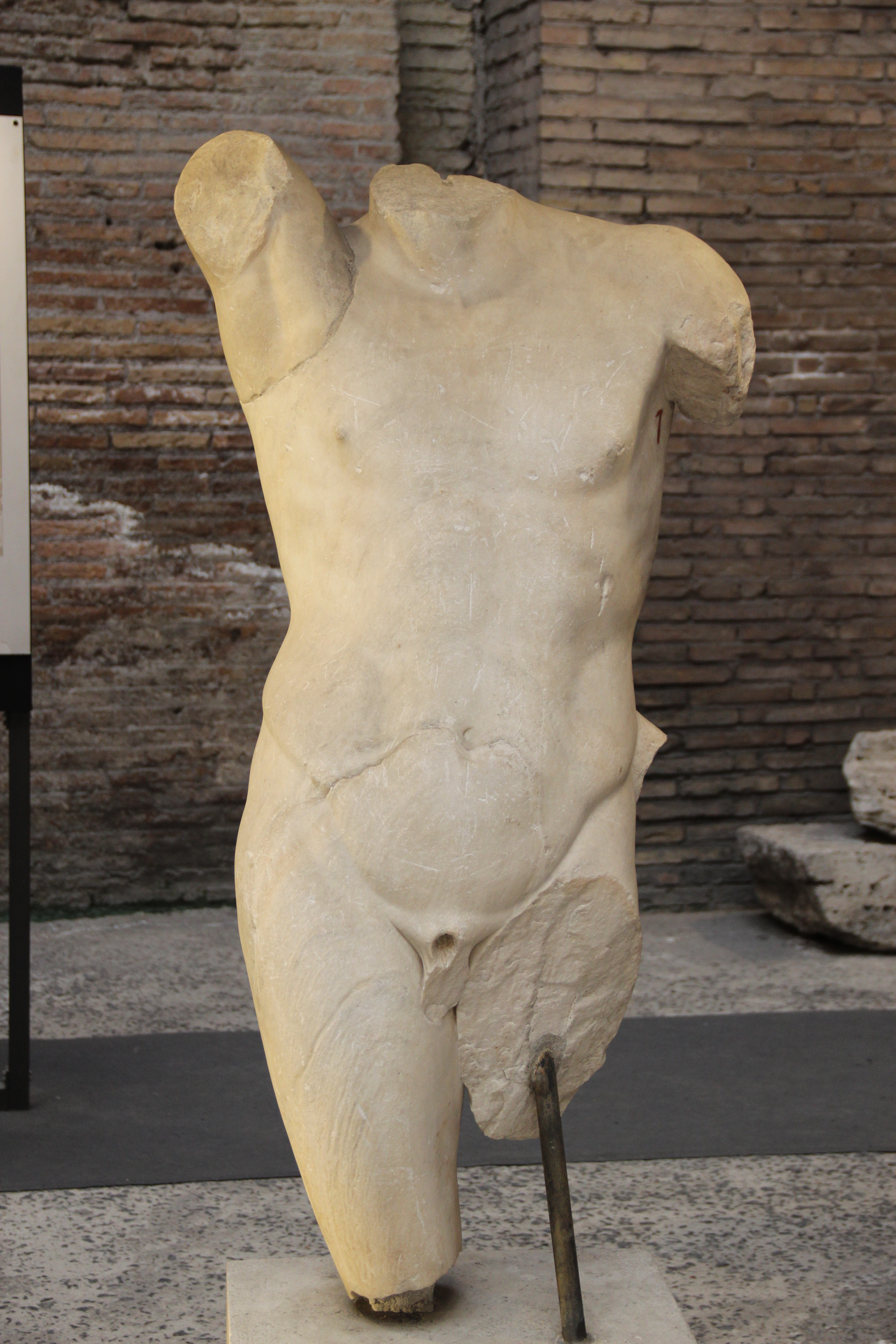
Een van de weinig bewaarde beeldhouwwerken die het stadion sierden.
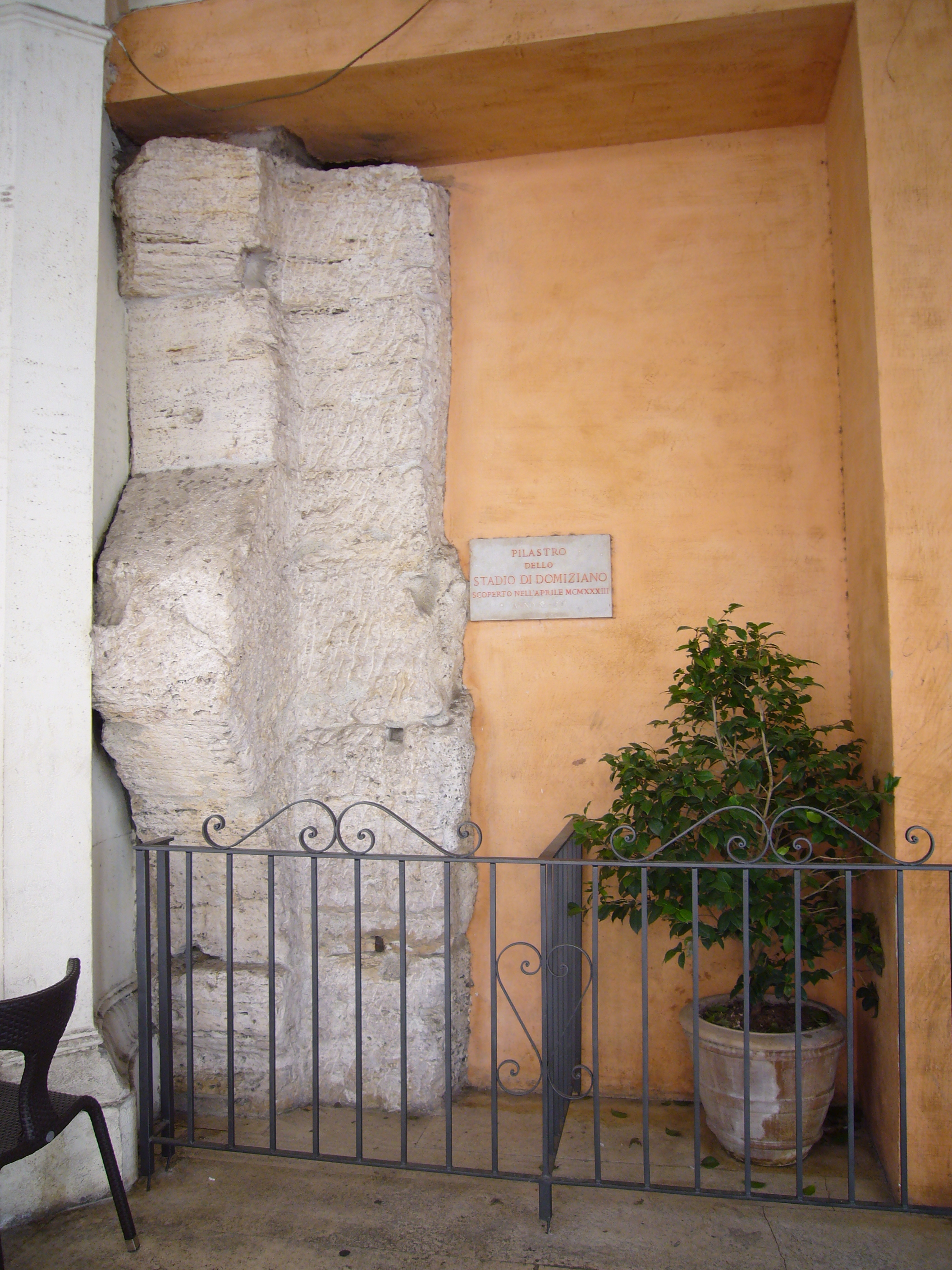
Pilaster van het stadion, in de Corsia Agonale.
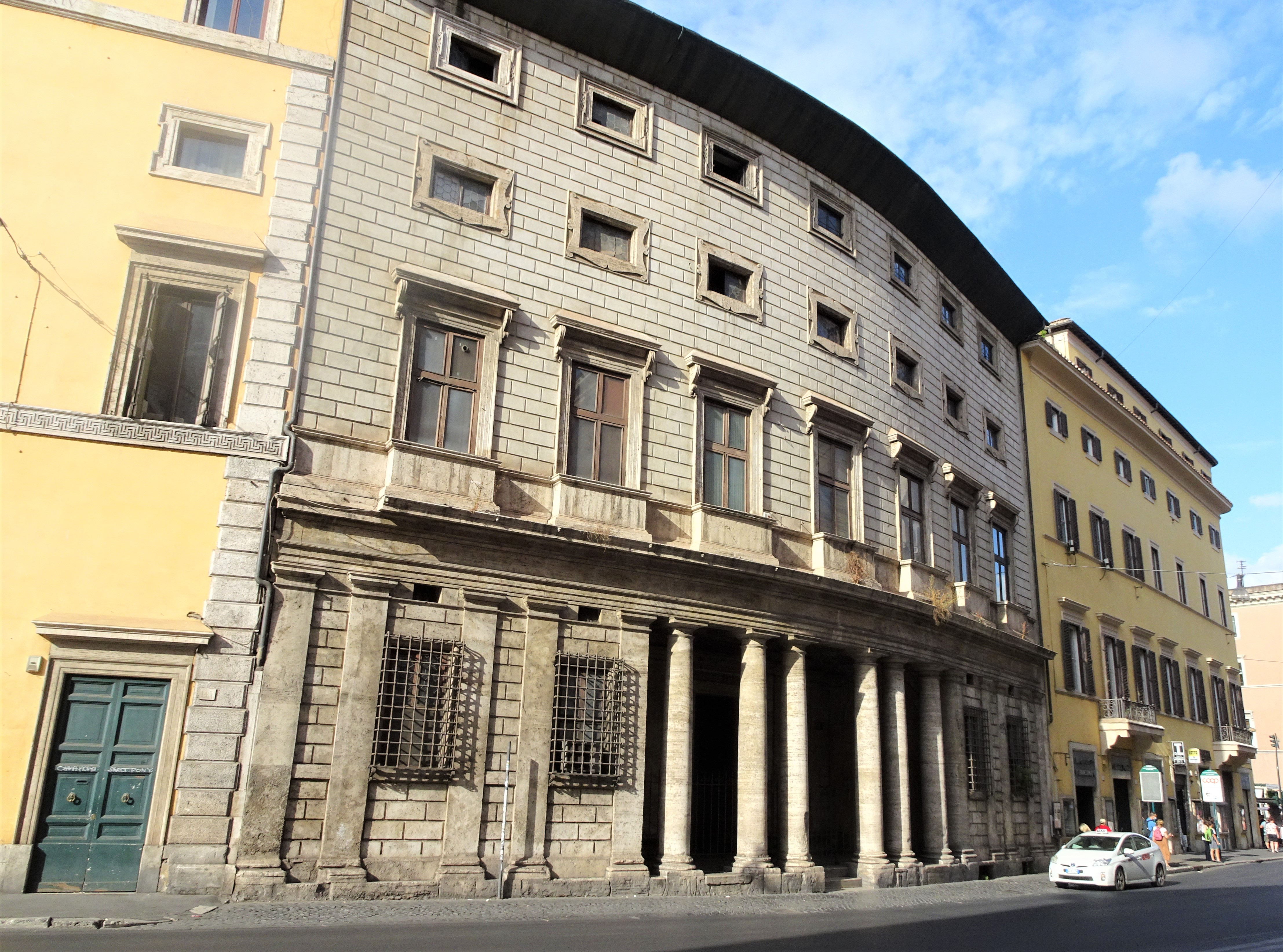
Palazzo Massimo alle Colonne aan de Corso Vittorio Emanuele II.

### Piazza Navona

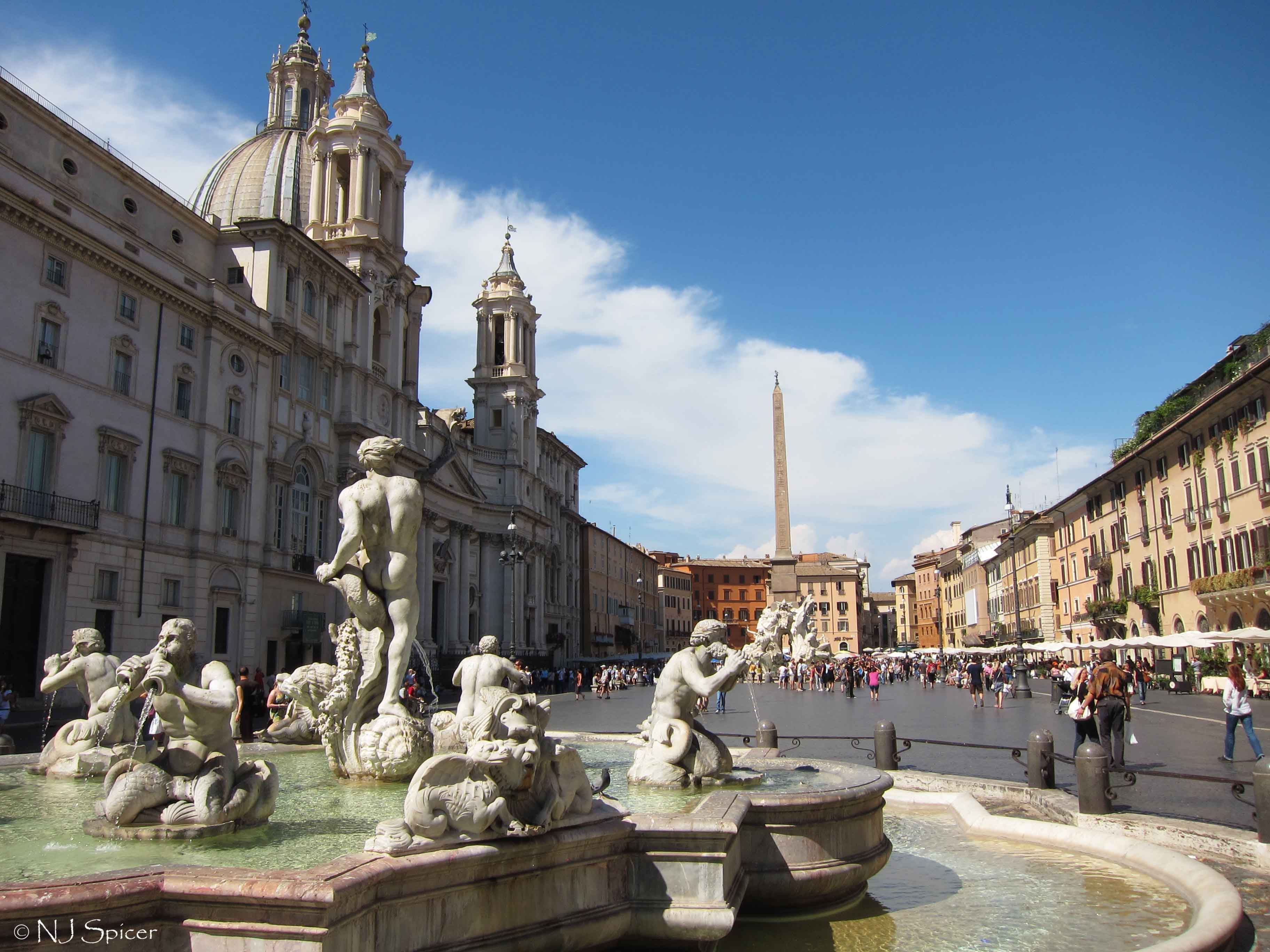
Piazza Navona gezien vanuit het zuiden. Op de voorgrond de Fontana del Moro.
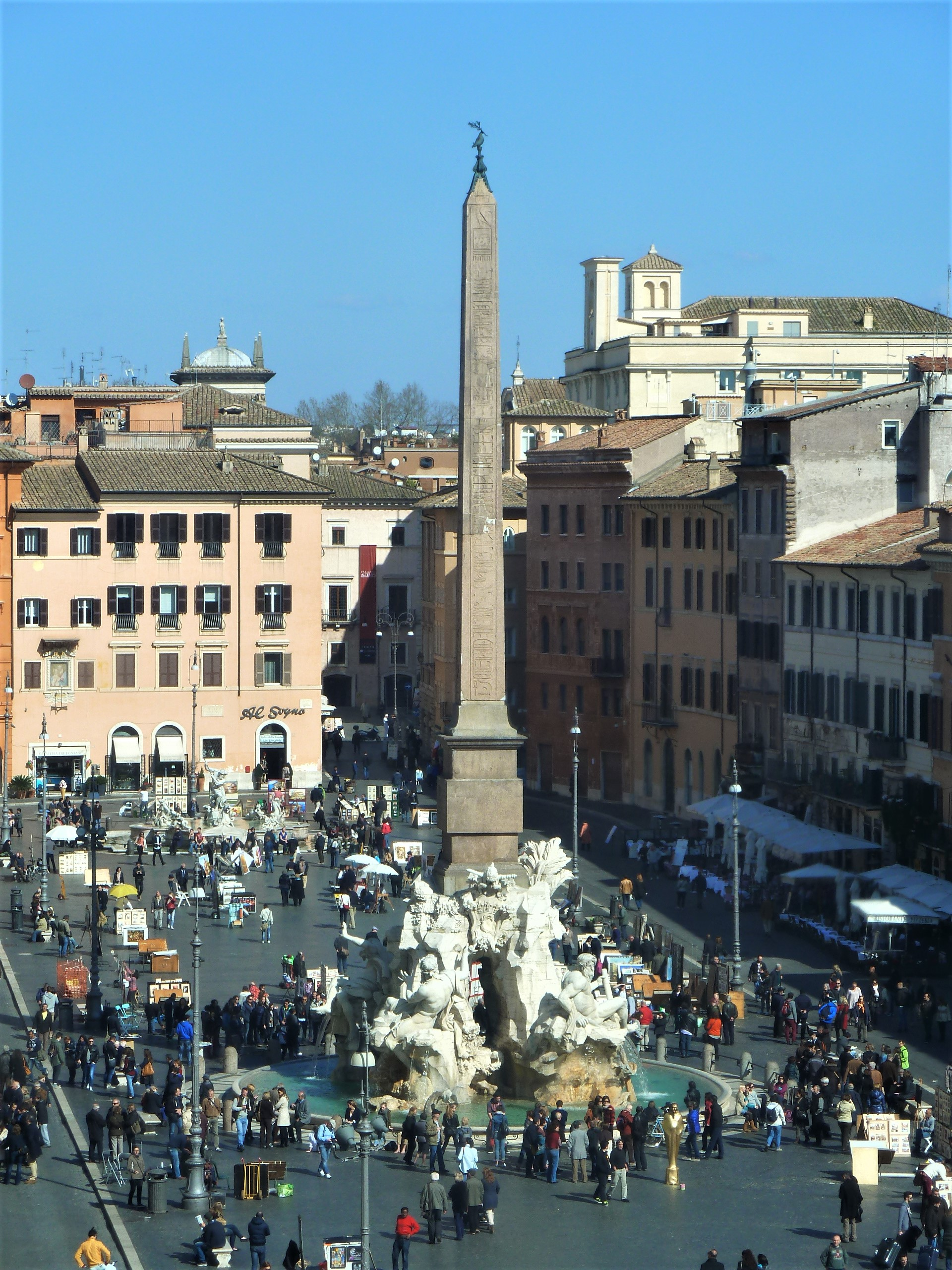
De noordelijke helft met de Fontana dei Quattro Fiumi gezien vanuit Palazzo Braschi.
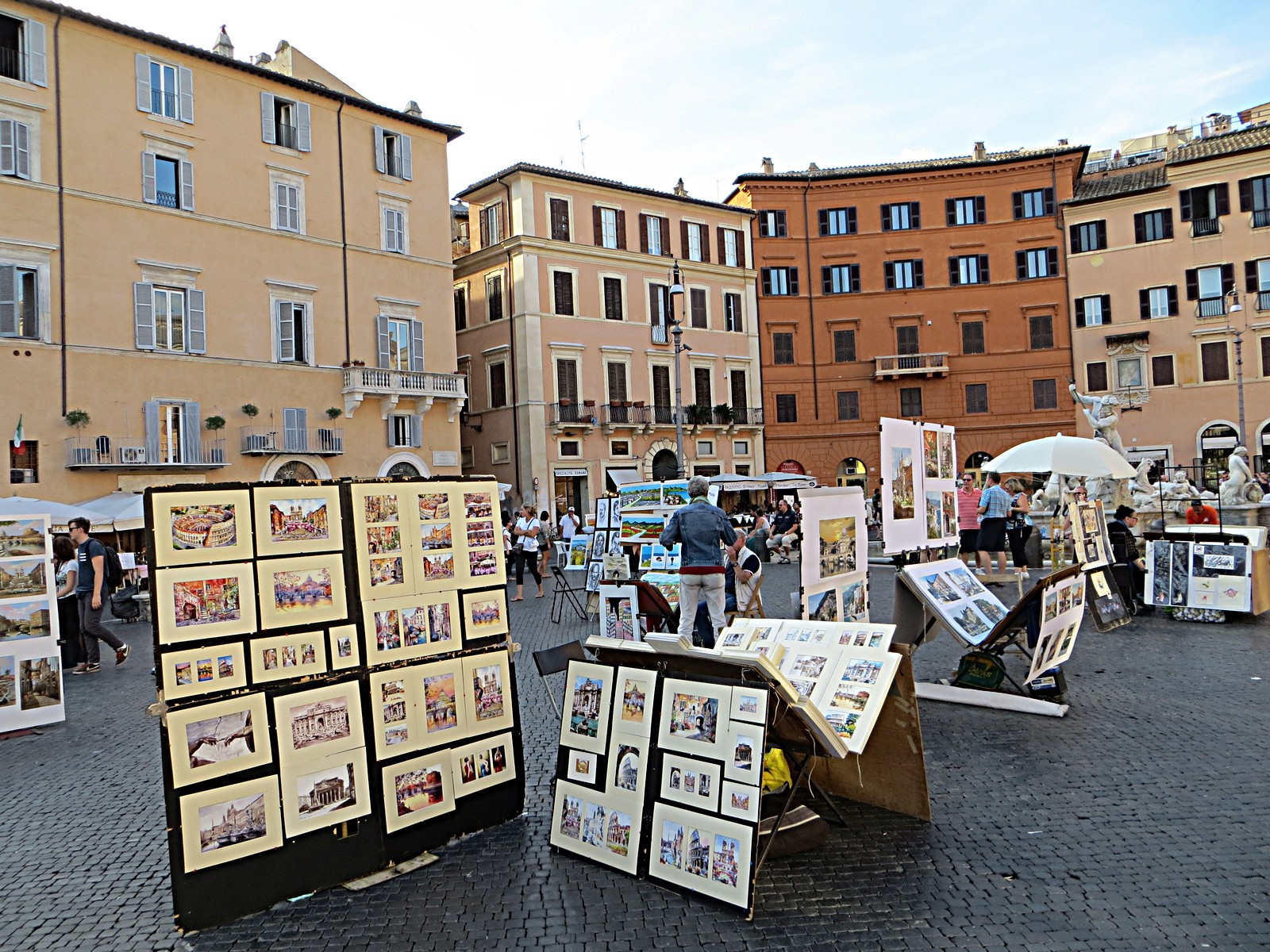
Schilderijenverkopers op het plein.
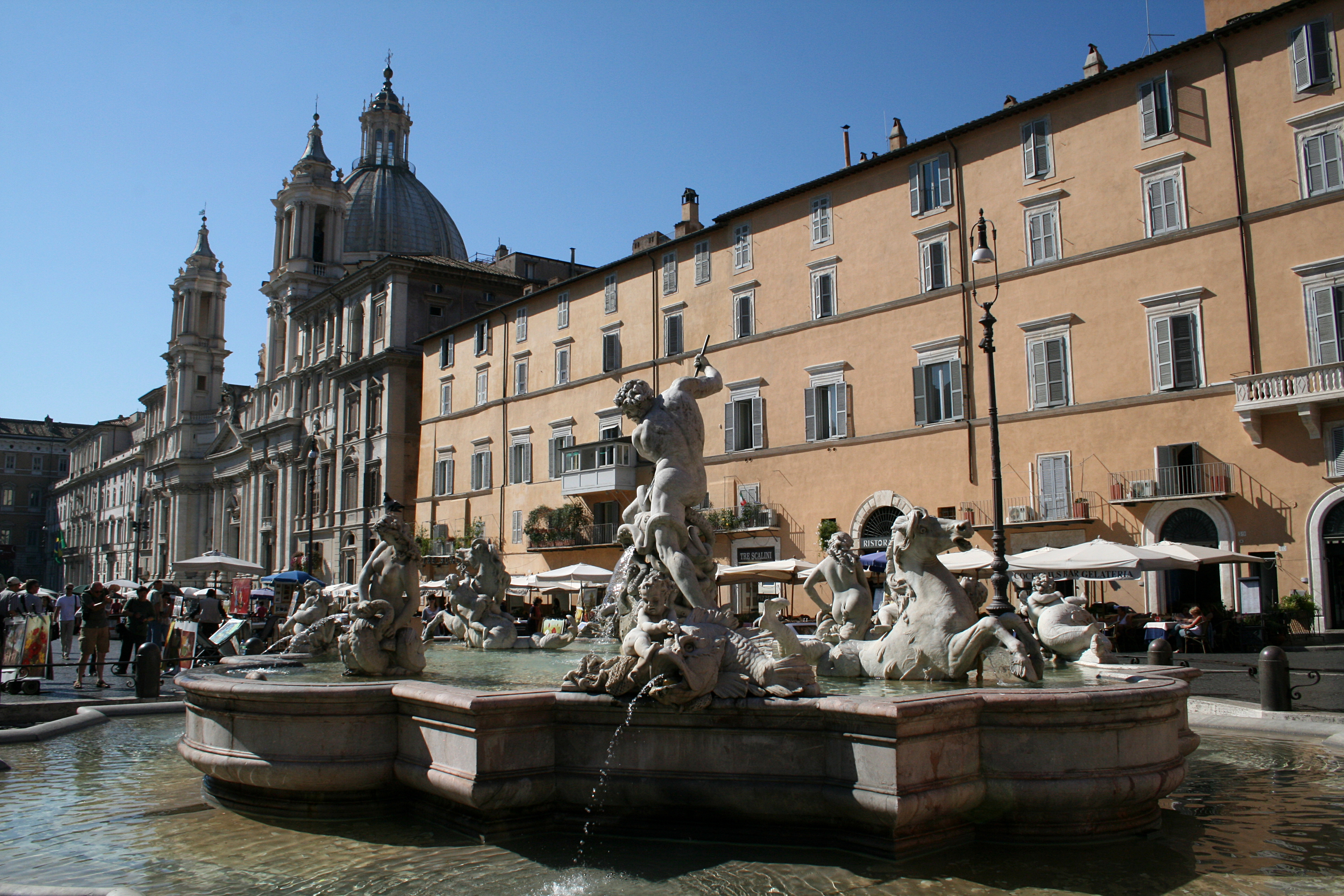
De Fontana del Nettuno met op de achtergrond Sant'Agnese in Agone.
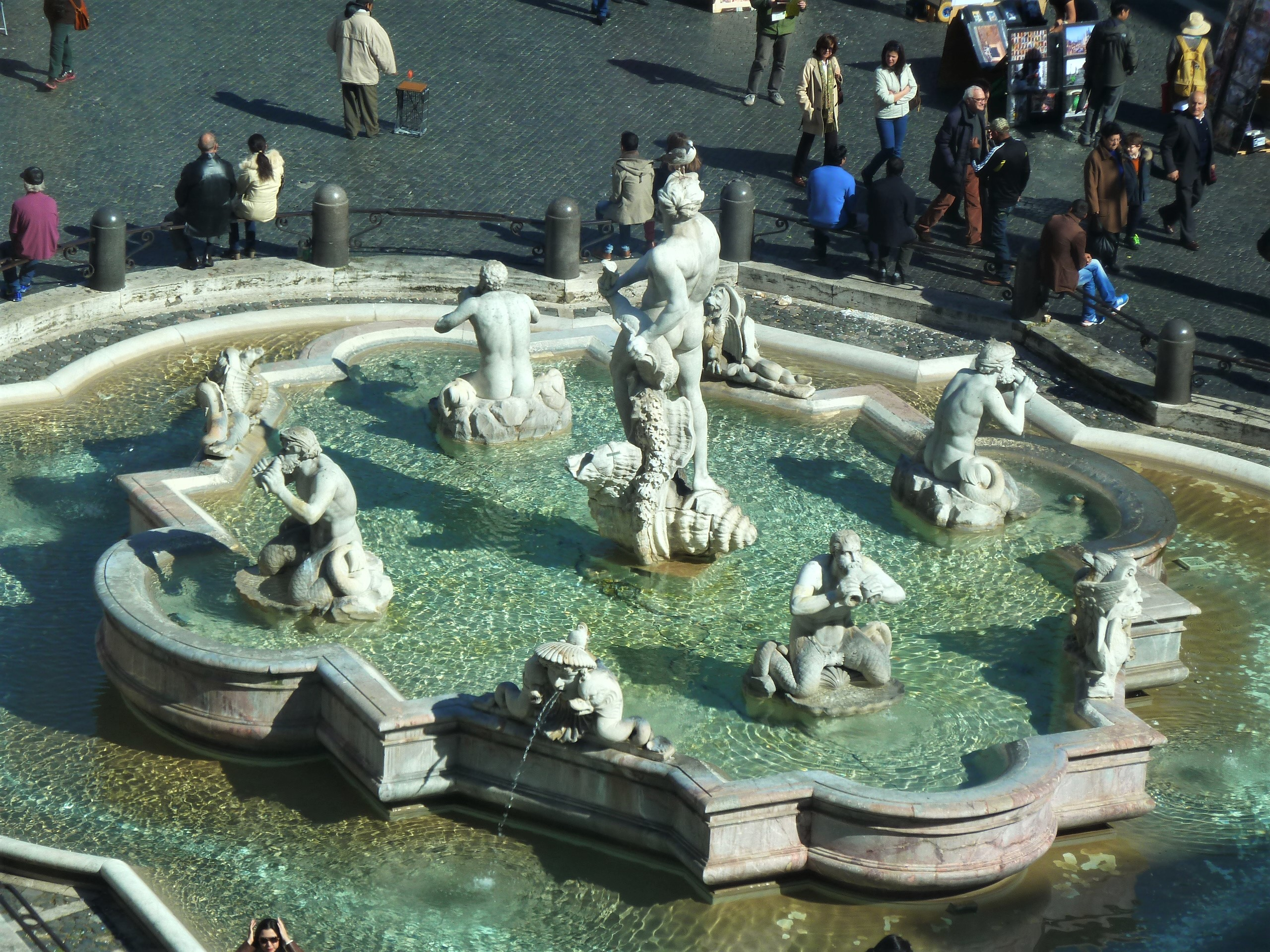
Fontana del Moro gezien vanuit Palazzo Braschi.
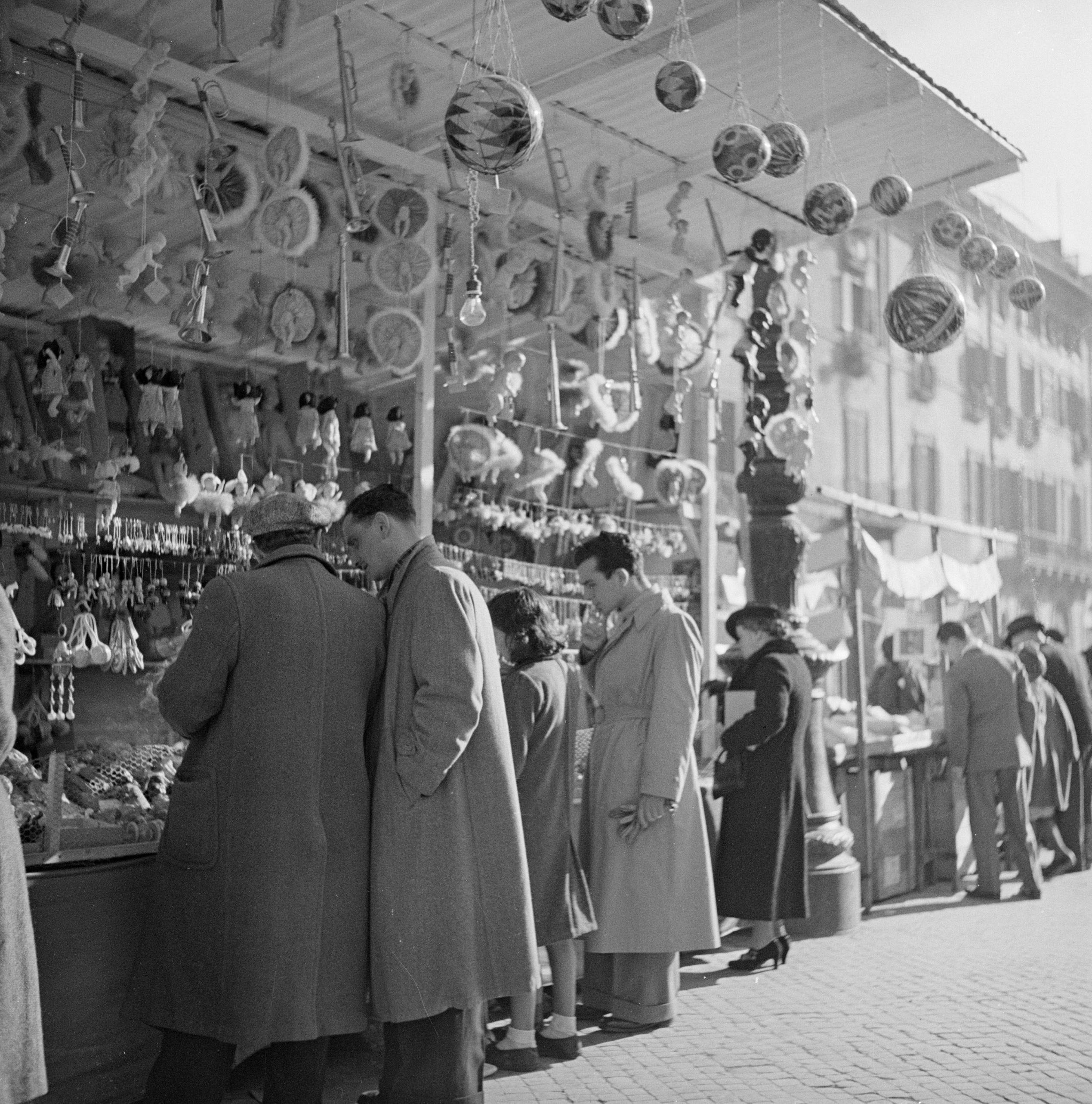
Stalletjes op de kerstmarkt op de Piazza Navona.
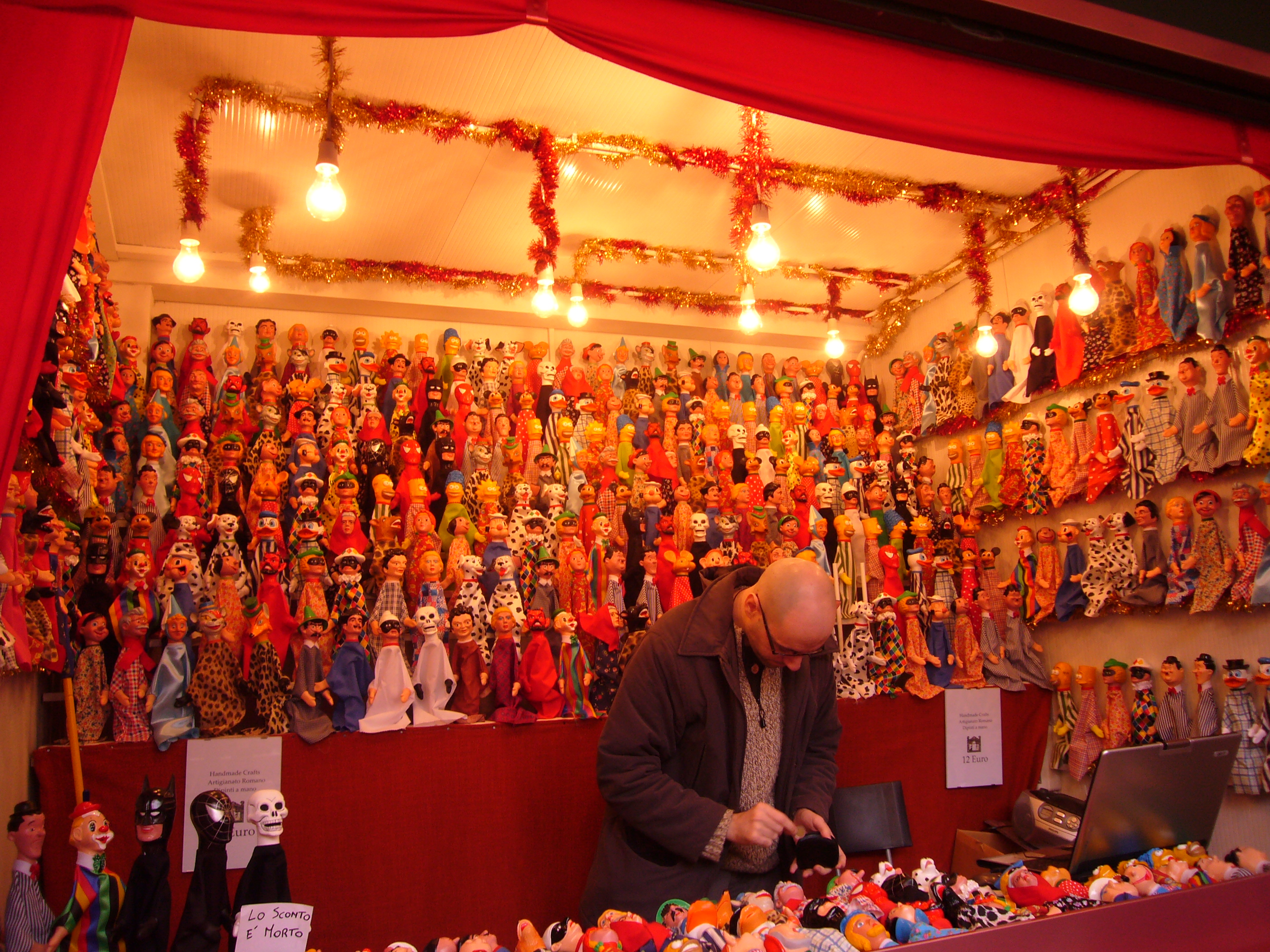
Stalletje op de kerstmarkt.

## Geraadpleegde informatie
- (en) S.B. PLATNER, artikel Stadium Domitiani in A Topographical Dictionary of Ancient Rome.
- (fr) webpagina Le stade de Domitien met maquette van P. Bigot op de website van de Université de Caen.
- website van de archeologische site Stadio di Domiziano.
- (it) Webpagina's Stadio di Domiziano en Piazza Navona van info.roma.it.
- (it) Romolo Augusto STACCIOLI, Letizia Staccioli, Guida insolita ai luoghi, ai monumenti e alle curiosità di Roma antica. Newton Compton, Roma (2011), pp. 333–334. ISBN 978-88-541-2348-9.
- (it) A. CARANDINI en P. CARAFA (ed.), The atlas of Ancient Rome : biography and portraits of the city, Princeton, New Jersey (2017). ISBN 978-0-691-16347-5. deel I pp. 493–494, 517 en 526.
- (it) F. COARELLI, Guida Archeologica di Roma, Verona, 1984, pp. 266–267.
- (it) Mauro LUCENTINI; Paola Lucentini, Eric Giacchino Lucentini en Jack Lucentini, La grande guida di Roma. Per chi ama la città eterna e vuole conoscerla meglio in poco tempo. Newton & Compton editori (juli 2007), pp. 460–466. ISBN 978-88-8289-053-7.
- (it) Claudio RENDINA, Guida insolita ai misteri, ai segreti, alle leggende e alle curiosità di Roma. Newton Compton, Roma (2010). pp. 178 en 373-375. ISBN 978-88-541-1665-8.